# Sharabutdin Magomedov
Sharabutdin Magomedov (Makhatxkalà, 16 de maig de l'any 1994) nom complet Sharabutdin Magomedovich Magomedov (en rus: Шарабутдин Магомедович Магомедов) és un artista marcial mixt professional rus i lluitador de Muay Thai. Competeix a la divisió de pes mitjà de la companyia Ultimate Fighting Championship (UFC).

## Biografia
Sharabutdin neix a Daguestan l'any 1994. El seu primer esport fou el futbol, però és expulsat del seu equip després d'una discussió. Això el va portar a aventurar-se en les arts marcials.